# Belén (Argentyna)
Belén – miasto w Argentynie, w prowincji Catamarca, stolica departamentu o tej samej nazwie.
Według danych szacunkowych na rok 2010 miejscowość liczyła 12 256 mieszkańców.